# Dusona inermis
Dusona inermis là một loài tò vò trong họ Ichneumonidae.